# Никитино (Смоленский район)
Никитино — деревня в Смоленском районе Смоленской области России. Входит в состав Талашкинского сельского поселения. Население — 4 жителя (2007 год). 
Расположена в западной части области в 21 км к югу от Смоленска, в 14 км западнее автодороги А141 Орёл — Витебск, на берегу реки Упокой. В 21 км северо-восточнее деревни расположена железнодорожная станция Тычинино на линии Смоленск — Рославль. 

## История
В годы Великой Отечественной войны деревня была оккупирована гитлеровскими войсками в июле 1941 года, освобождена в сентябре 1943 года.
В деревне родился Герой Советского Союза Тимофей Ковалёв.